# تترای بالبوس
تترای بالبوس (نام علمی: Hyphessobrycon balbus)، یک گونه تتراست که بومی سرچشمه‌های حوضه رودخانه پارانا آمریکای جنوبی می‌باشد.

## واژه‌شناسی
Hyphessobrycon از کلمه یونانی hyphesson به معنای «کوچکتر» یا «قدمت کمتر» و brycon به معنای «گزیدن» گرفته شده‌است که با هم به معنای «کوچکتر» یا «نیش کوچکتر» است. بالبوس یک کلمه لاتین به معنای «دریچه» است که به خط جانبی ناقص این ماهی اشاره دارد.

## ویژگی‌ها
تترای بالبوس به رنگ طلایی نقره‌ای است. طول آن می‌تواند تا پنج یا شش سانتیمتر تیز برسد. از نظر شکل و اندازه شبیه تترای کنگو (Phenacogrammus interruptus) است.